# Myopsyche nervalis
Myopsyche nervalis là một loài bướm đêm thuộc phân họ Arctiinae, họ Erebidae.